# Торе-Лиоте
Торе́-Лиоте́ (фр. Thorey-Lyautey) — коммуна во французском департаменте Мёрт и Мозель, региона Лотарингия. Относится к  кантону Везелиз.

## География
Торе-Лиоте расположен в 30 км к юу от Нанси. Соседние коммуны: Лалёф на севере, Этреваль на северо-востоке, Шауйе на востоке, Доммари-Эльмон на юге, Ванделевиль на юго-западе, Баттиньи на западе, Желокур на северо-западе.

## История
- Здесь обнаружены следы галло-романской культуры.
- В Торе-Лиоте в 1934 году в своём доме скончался маршал Франции Юбер Лиоте.

## Демография
Население коммуны на 2010 год составляло 133 человека.
| 1962 | 1968 | 1975 | 1982 | 1990 | 1999 | 2010 |
| ---- | ---- | ---- | ---- | ---- | ---- | ---- |
| 116  | 115  | 95   | 81   | 111  | 118  | 133  |